# Павел Турчанинов
Павел Петрович Турчанинов (на руски: Павел Петрович Турчанинов) е руски офицер, генерал-лейтенант. Командир на доброволческата Българска земска войска от май 1811 г. в Руско-турската война от 1806 – 1812 г.

## Биография
Павел Турчанинов е роден през 1776 г. в семейството на потомствен дворянин от Могильовска губерния. Ориентира се към военното поприще. Постъпва на служба в лейбградейския Преображенски полк (1789). Присвоено му е първо офицерско звание прапоршчик (1796). Служи в Староингерманландския мускетарски полк с назначение за адютант за особени поръчения на генерал-фелдмаршал Александър Суворов.
Участва във войната на войната на втората антинаполеоновска коалиция срещу Франция. Ранен е в битката при Алкмар в Холандия (1799). Служи в Архангелогорския мускетарски полк (1801). Назначен е за командир на Екатеринославския гренадирски полк (1805).
Участва във войната на третата антинаполеоновска коалиция срещу Франция (1806 – 1807). Бие се храбро в битките при Морунген (1806), Прейсиш-Ейлау, Худщадт, Хайлсберг и Фридланд (1807). Награден е със златно оръжие „За храброст“ (1806) и орден „Свети Георги“ IV степен (1807). Назначен е за почетен командир на Олонецкия мускетарски полк от 7 февруари 1808 г.
Участва в Руско-турската война от 1806 – 1812 г. За превземането на Брегово му е присвоено званието генерал-майор от 29 декември 1810 г. Проявява се в главния удар на отряда на генерал-майор Емануил Сен-При при второто превземане на Ловеч на 31 януари 1811 г. Назначен е за командир на 2-ра бригада от 22-ра пехотна дивизия. Назначен е за командир на доброволческата Българска земска войска от май 1811 г. Отличава се в битката при Русе и за втори път е награден със златно оръжие „За храброст“ (1811).
В отразяването на нападението на Наполеон Бонапарт срещу Русия се проявява в битките при Горностаевичи и Волковиск (1812).
Участва във войната на Шестата антинаполеоновска коалиция срещу Франция (1813 – 1814). Като командир на 22-ра пехотна дивизия се отличава в битките при Глогау, Лютцен, Бауцен, река Кацбах, Вартенбург, Дюбен и Лайпциг(1813). За последната е награден с орден „Свети Георги“ III степен. Участва в битките при Касел, Суасон, Лаон и Париж (1814).
След войната е командир на 2-ра бригада от 22-ра пехотна дивизия, 1-ва бригада от 14-а пехотна дивизия (1818), 1-ва бригада от 3-та пехотна дивизия и 13-а пехотна дивизия (1820).
Повишен е във военно звание генерал-лейтенант от 12 декември 1824 г. Военен комендант на градовете Або, Подолск и Каменец-Подолск (1829 – 1834) и граждански губернатор на Подолска губерния (1835). Военен комендант на Киев от 17 октомври 1835 г. Умира на 22 февруари 1839 г.